# Stała ebulioskopowa
Stała ebulioskopowa - wartość określająca, o ile zwiększa się, w stosunku do czystego rozpuszczalnika, temperatura wrzenia roztworu zawierającego 1 mol substancji rozpuszczanej w 1 kg rozpuszczalnika (czyli w roztworze jednomolalnym). Dla wody stała ta wynosi {\displaystyle 0,52{\frac {K\cdot kg}{mol}}}